# Hydrillodes manuselensis
Hydrillodes manuselensis är en fjärilsart som beskrevs av Louis Beethoven Prout. Hydrillodes manuselensis ingår i släktet Hydrillodes och familjen nattflyn. Inga underarter finns listade i Catalogue of Life.